# Южный округ (Гонконг)

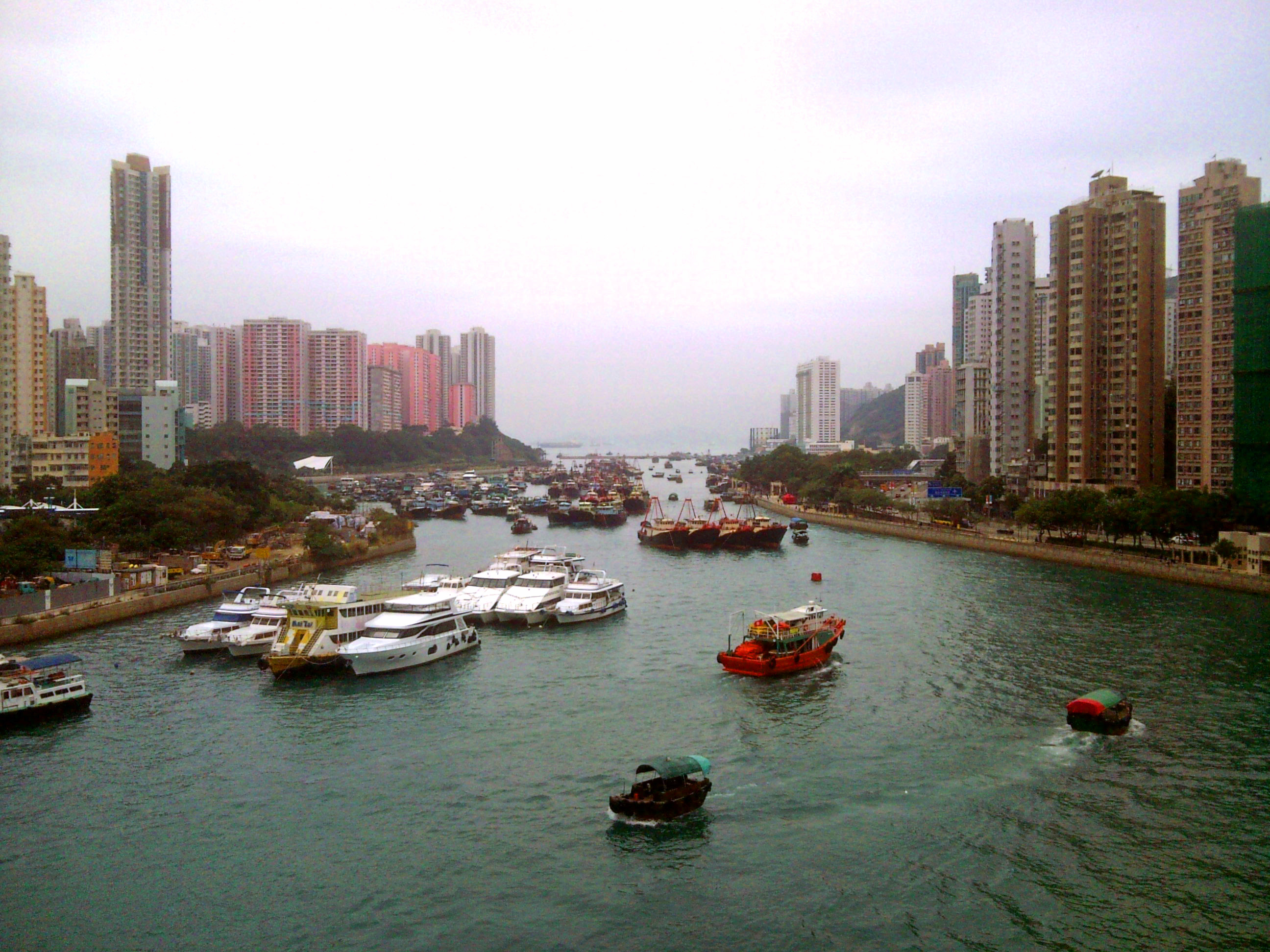

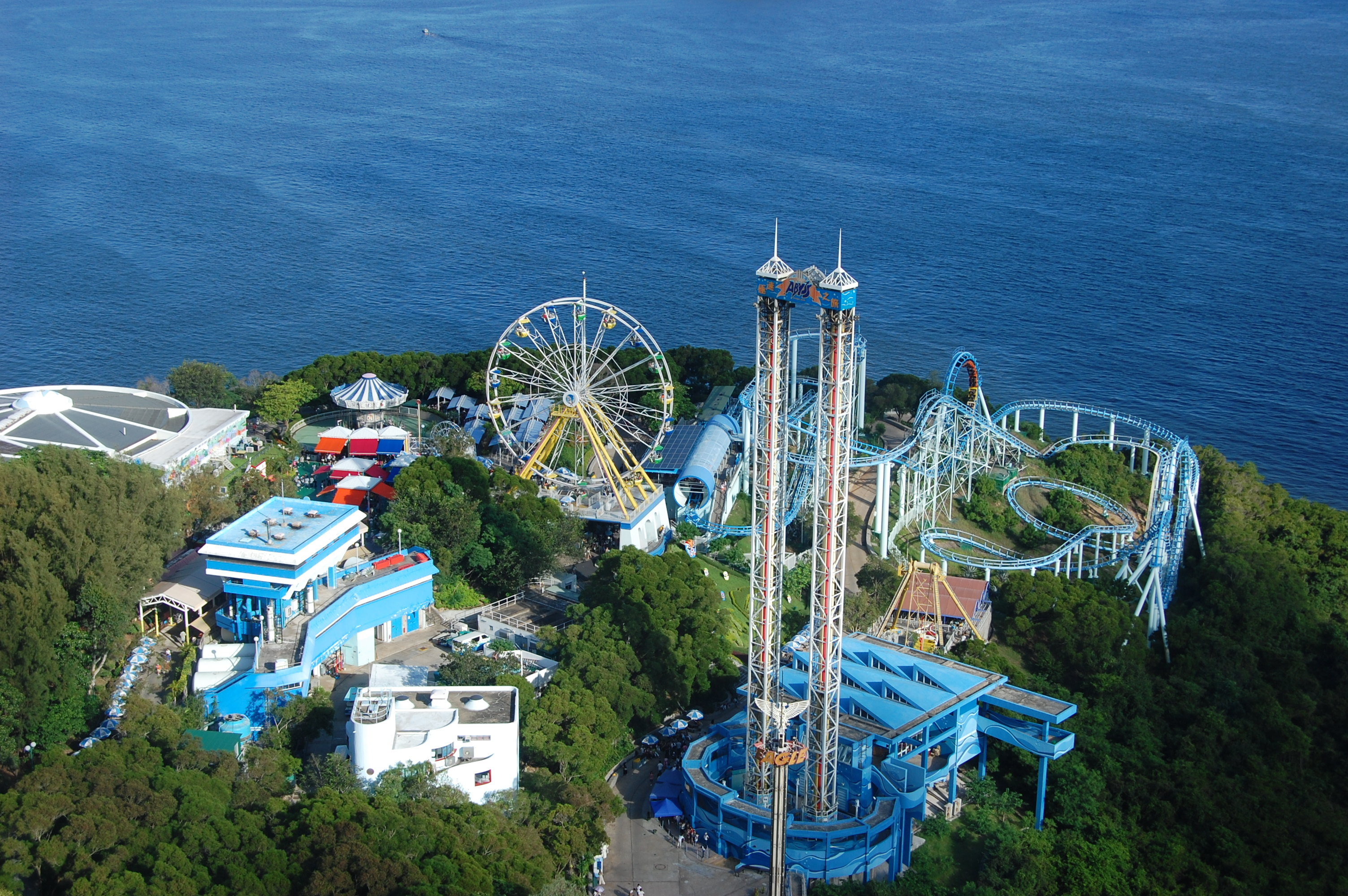

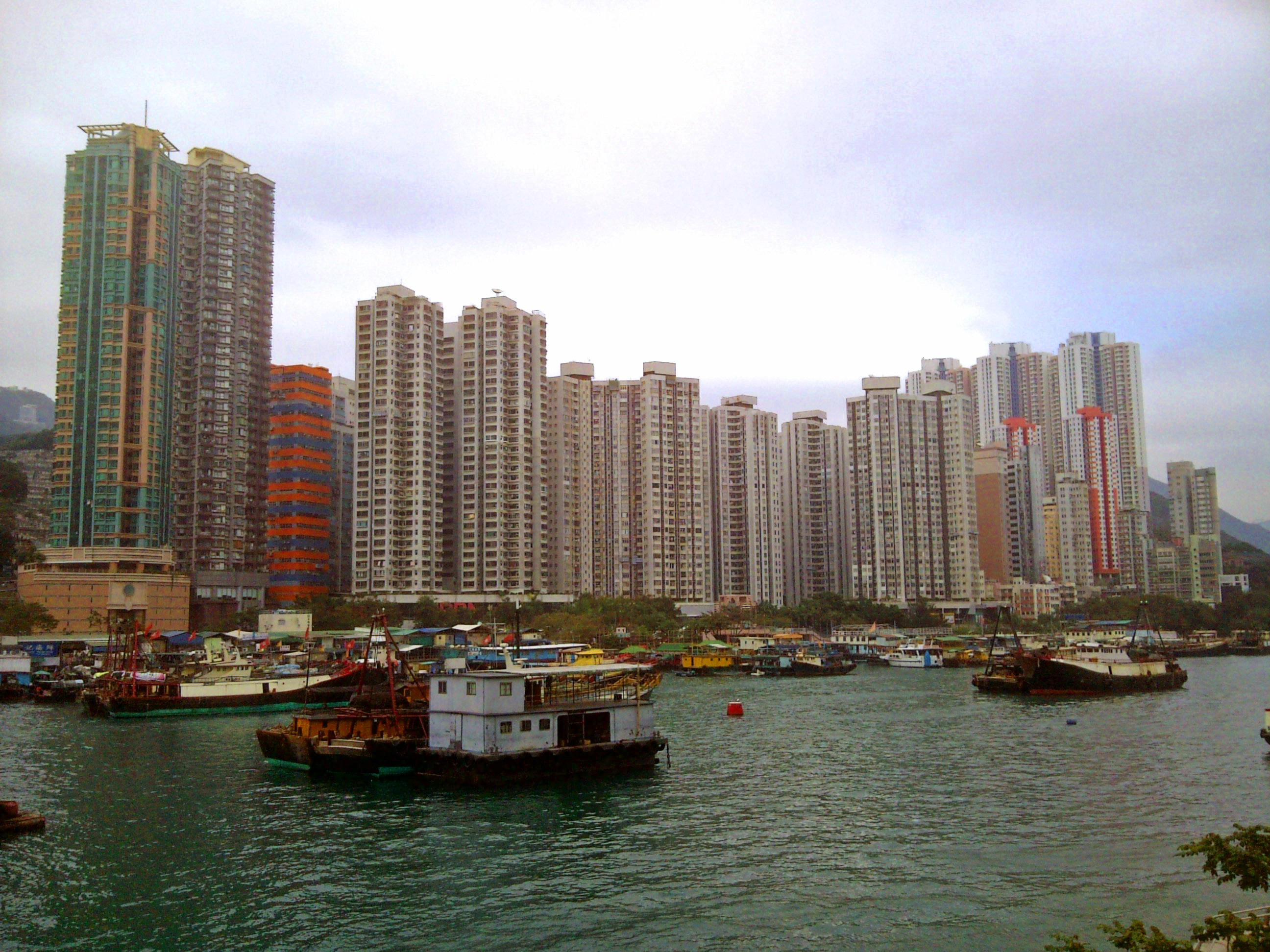

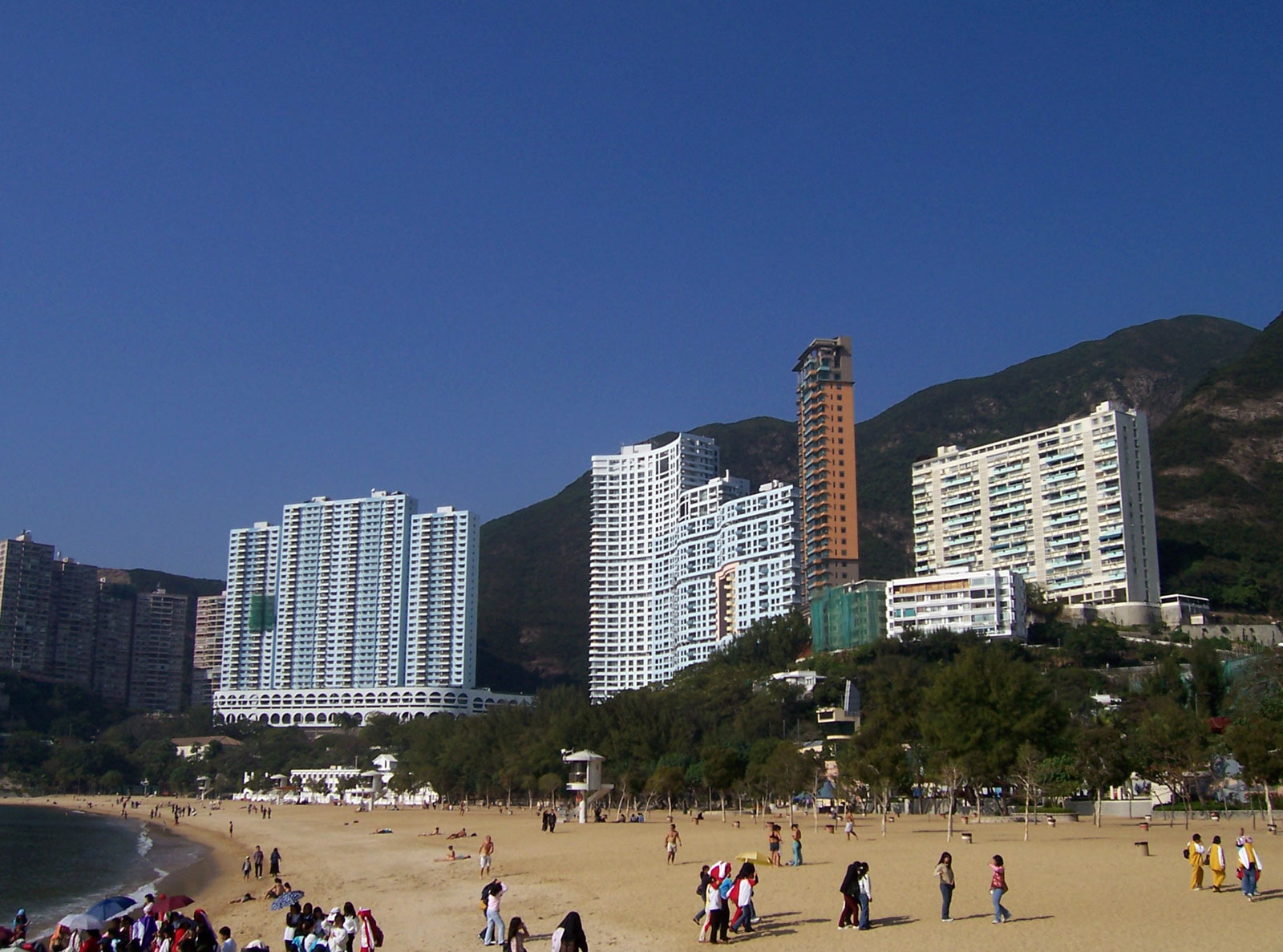

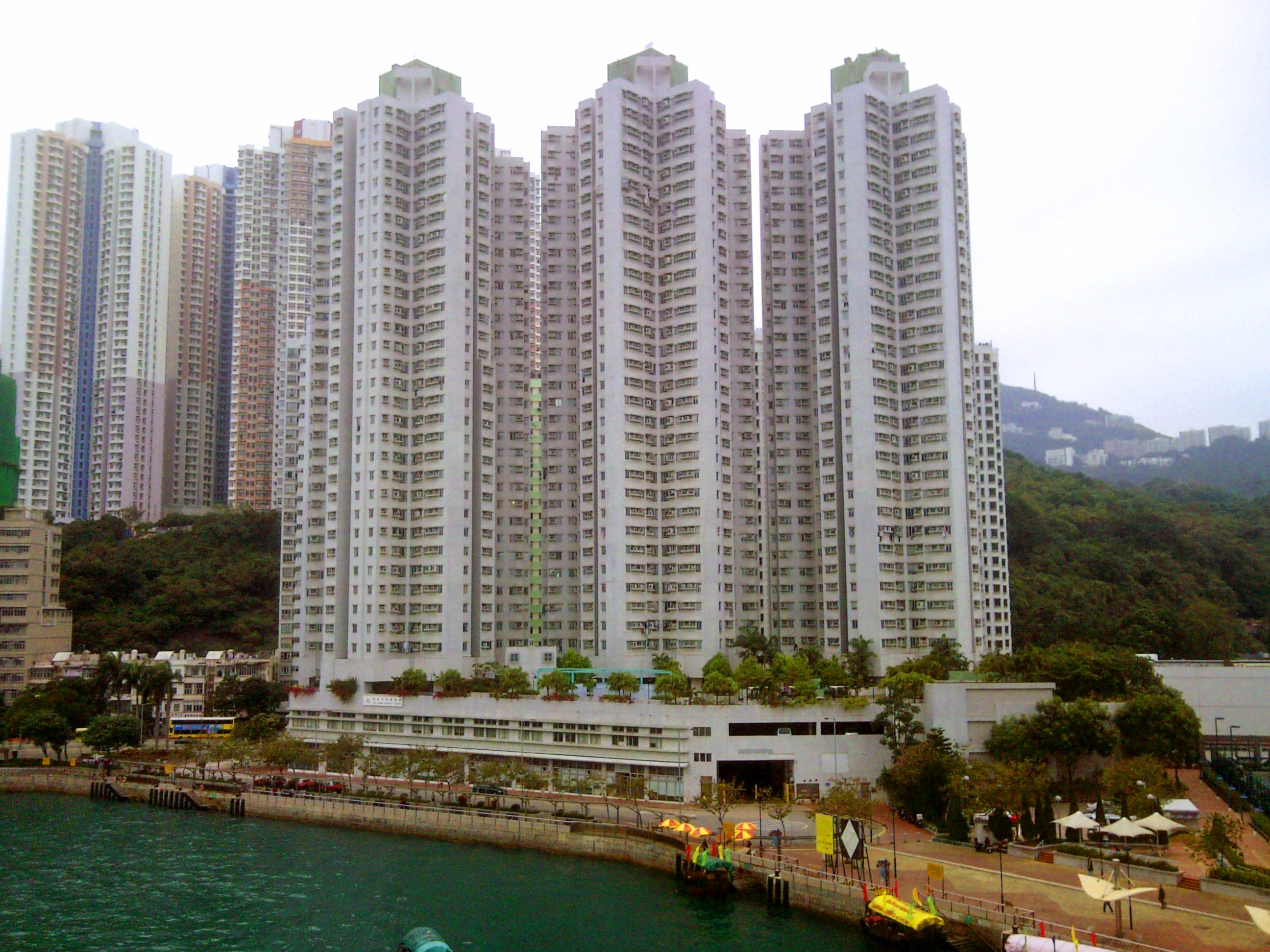

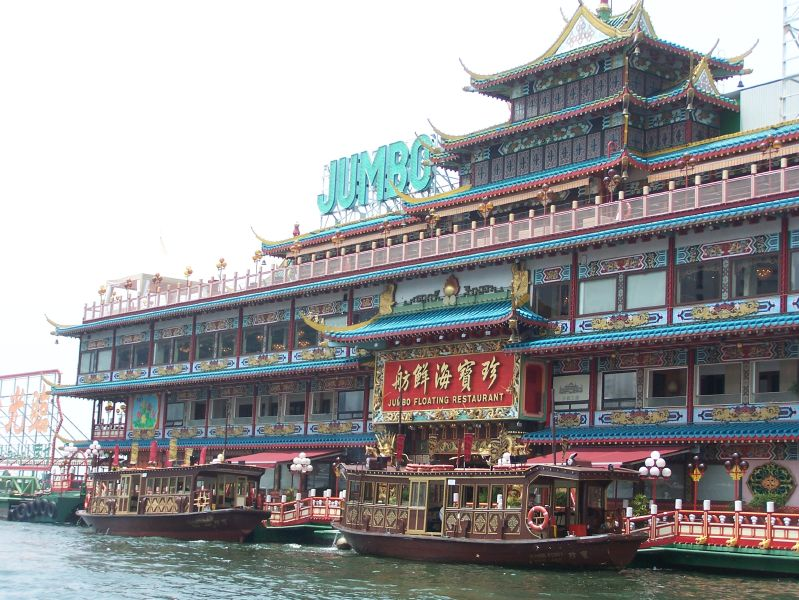

Ю́жный о́круг или округ Са́утерн (Southern, 南區) — один из 18 округов Гонконга. Расположен в южной части острова Гонконг. Включает в себя районы Абердин, Покфулам, Телеграф-Бей, Стэнли, Чунхамкок, Вончукхан, Рипалс-Бэй, Дип-Уотер-Бэй, Сэкъоу, Тайтам и остров Аплэйчау.

## Население
В 2006 году в округе проживало 275 тыс. человек. Вдоль побережья сохраняются поселения танка.

## Религия
В округе расположены храмы Тин Хау, Шуй Юэт, Хунг Шинг, Квун Юм.

## Экономика
Главными отраслями экономики округа являются туризм, торговля, коммунальное хозяйство, строительство и рыболовство (рыбный порт Абердина). В округе расположены Промышленный парк Вонг-Чук-Ханг, отель «Ле Меридьен Киберпорт», Центр конференций и выставок Киберпорт.

### Торговля
Крупнейшие торговые центры округа — «Абердин Скуэр», «Стэнли Плаза», «Киберпорт», «Редхилл Пенинсула», «Шэк Пай Ван», «Ва Фу». Также у жителей популярны оптовый рыбный рынок Абердина и рынок Стэнли.

## Транспорт
- Тоннель «Абердин» соединяет округ с Ваньчай
- Мост «Ап-Лей-Чау» соединяет Абердин с островом Ап-Лей-Чау
- В округе существует разветвленная сеть автобусных и паромных маршрутов
- Фуникулер «Оушн Экспресс»

## Достопримечательности
- Парк развлечений «Оушн Парк»
- Плавающие рестораны «Джамбо» и «Тай-Пак»
- Набережная Абердин Променад
- Пляжи Рипалс Бэй, Дип Уотер Бэй, Биг Уэйв Бэй, Стэнли, Сент-Стефен, Шэк-О, Чунг-Хом-Кок
- Плавучие деревни народности танка
- Маяк Кейп Д`Агуилар
- Водохранилища Тай-Там, Пок-Фу-Лам и Абердин

### Крупнейшие здания
- Комплекс «Шам Ван Тауэр» (две 51-этажные и одна 45-этажная башни по 180 метров)

### Музеи и галереи
- Гонконгский морской музей
- Музей Гонконгской исправительной службы

### Парки
- Китайское христианское кладбище
- Воинское кладбище Стэнли
- Абердин Кантри Парк
- Шэк-О Кантри Парк
- Тай-Там Кантри Парк
- Морской заповедник Кейп Д`Агуилар

## Образование и наука
- Гонконгский университет
- Кампус Гонконгской академии исполнительных искусств
- Колледж Сент-Стефен
- Колледж Сакред Херт
- Институт китайской кухни
- Технопарк «Киберпорт»

## Здравоохранение
- Госпиталь Королевы Мэри
- Госпиталь Грантхэм
- Госпиталь Нам-Лонг
- Госпиталь Фунг-Иу-Кинг
- Детский госпиталь Герцогини Кентской
- Медицинский реабилитационный центр МакЛеос

## Спорт
- Спорткомплекс Абердин
- Спортцентр Стэнли Хо